# Klete Keller
Klete Derik Keller (Las Vegas, 21 de marzo de 1982) es un exnadador estadounidense especializado en estilo libre, cinco veces medallista olímpico en los Natación en los Juegos Olímpicos de Sídney 2000, Atenas 2004 y Pekín 2008, incluyendo dos medallas de oro en el relevo 4 × 200 m libres de 2004 y 2008. Es hermano de la exnadadora Kalyn Keller.
Su victoria, como cuarto relevista del equipo con Michael Phelps, Ryan Lochte y Peter Vanderkaay, en los 4 × 200 m libres de Atenas 2004 supuso la primera derrota del equipo australiano en siete años. El cuarteto estadounidense no volvió a conocer la derrota mientras mantuvo esa composición.
Se retiró de la competición tras los Juegos Olímpicos de Pekín 2008 y pasó por problemas personales, incluyendo un divorcio problemático y una temporada sin hogar. Posteriormente se recuperó y abrió un negocio como agente inmobiliario, hasta que en enero de 2021 fue identificado y detenido como uno de los participantes en el asalto al Capitolio de los Estados Unidos. Por este hecho, en diciembre de 2023 fue condenado a seis meses de arresto domiciliario y tres años de libertad condicional, aunque en enero de 2025 fue indultado por el presidente de los Estados Unidos Donald Trump.